# Florian Englert
Florian Englert (* 13. April 1978) ist ein deutscher Rechtswissenschaftler.

## Leben
Nach dem Abitur und der Tätigkeit als staatlich geprüfter Börsenhändler an der Börse in Frankfurt studierte Englert Rechtswissenschaften an den Universitäten Würzburg und Augsburg und legte danach das erste juristische Staatsexamen ab. Nach dem zweiten juristischen Staatsexamen in Bayern spezialisierte er sich als Rechtsanwalt auf das Bau- und Architektenrecht mit Schwerpunkt Kampfmittel-, Spezialtiefbau-, Baustraf-, Tunnel- und Tiefbaurecht. Im Jahr 2016 promovierte er bei Rainer Schröder an der Humboldt-Universität zu Berlin mit einem Thema zum Kampfmittelrecht zum Dr. jur. Im Anschluss daran wurde er als Lehrbeauftragter an der THD Technische Hochschule Deggendorf bis 2017 tätig.

## Berufliche Karriere
Seine Veröffentlichungen und Seminarveranstaltungen zu baurechtlichen Themen führten zur Berufung in den Vorstand des Centrum für Deutsches und Internationales Baugrund- und Tiefbaurecht (CBTR) ab 2017 und seit Dezember 2023 als Präsident sowie in das Normungsgremium des DIN Berlin zur ATV DIN 18323 Kampfmittelräumarbeiten der VOB/C. Seit Oktober 2020 ist Englert im Vorstand der Deutschen Gesellschaft für Baurecht e.V. vertreten, nachdem er zuvor einige Jahre das Forum Junges Baurecht dieser Gesellschaft als Co-Vorstand geleitet hatte. Seit 2020 hält er als Lehrbeauftragter für Baurecht, Baugrundrisiko, Tiefbau- und Kampfmittelrecht Vorlesungen an der Universität der Bundeswehr München, der Universität Kaiserslautern und der Hochschule Biberach. Auch bei der Ausbildung von Kampfmittelexperten ist Englert engagiert.
Englert ist Partner und Geschäftsführer einer baurechtlich spezialisierten Anwaltskanzlei in München und Schrobenhausen. Er ist  im Genossenschaftswesen als Aufsichtsrat tätig, zunächst als Aufsichtsrat der Volksbank Schrobenhausen ab 2010 und seit der Fusion 2011 als Aufsichtsrat der Schrobenhausener Bank e.G. Im Rahmen seiner kirchlichen Tätigkeiten ist er u. a. im Pfarrgemeinde-, Dekans- und Diözesanbeirat im Bistum Augsburg tätig.

## Werke (Auswahl)
- Florian Englert: Die Störerhaftung der Bundesrepublik Deutschland im Zusammenhang mit Kampfmitteln. (Schriftenreihe zum Deutschen und Internationalen Baurecht. 5). Berlin 2016
- Florian Englert: „Bomben im Baugrund“: Die Verantwortlichkeit der Bundesrepublik Deutschland, in: Festschrift für Dieter Kainz. Beck, München, 2019

Mitautor
- Beck’scher VOB/Kommentar, hrsg. von Englert/Katzenbach/Motzke, Teil C, 1. Auflage 2003 bis 4. Auflage 2021, Beck und Beuth, München-Berlin
- Verträge am Bau nach der Schuldrechtsreform, hrsg. von Wirth/Sienz/Englert, WernerVerlag 2002
- Handbuch des Fachanwalts Bau- und Architektenrecht, hrsg. von Kuffer/Wirth, 1. Auflage 2006 - 6. Auflage 2019, Luchterhand-Verlag
- Handbuch Bau- und Architektenrecht, hrsg. von Kuffer/Wirth, 7. Aufl. 2023, Luchterhand-Verlag
- PWW BGB Kommentar, Luchterhand-Verlag, 19. Aufl., 2024